# Milichia sinaiensis
Milichia sinaiensis är en tvåvingeart som beskrevs av Steyskal 1966. Milichia sinaiensis ingår i släktet Milichia och familjen sprickflugor. Inga underarter finns listade i Catalogue of Life.